# Dendropsophus seniculus
Dendropsophus seniculus es una especie de anfibios de la familia Hylidae. Es endémica de Brasil.
Sus hábitats naturales incluyen bosques tropicales o subtropicales secos y a baja altitud, pantanos, marismas de agua dulce, corrientes intermitentes de agua y jardines rurales. Está amenazada de extinción por la destrucción de su hábitat natural.